# Komet Wild 4
Komet Wild 4 (uradna oznaka je 116P/Wild 4) je periodični komet z obhodno dobo okoli 6,5 let. 
Komet pripada Enckejevemu tipu kometov .

## Odkritje
Komet je odkril švicarski astronom Paul Wild 21. januarja 1990 na Astronomskem inštitutu Univerze v Bernu v Švici .